# Medaglia del Delhi Durbar di Giorgio V
La medaglia del Delhi Durbar di Giorgio V era una commemorativa per celebrare l'incoronazione a imperatore d'India di re Giorgio V del Regno Unito.
La medaglia venne coniata in un totale di 26.800 esemplari. La maggior parte di queste medaglie vennero realizzate in argento e destinate a ufficiali o diplomatici in servizio in India mentre un ristretto gruppo venne realizzato in oro e destinato ai principi indiani.

## Descrizione
La  medaglia era composta di un disco d'argento raffigurante le effigi congiunte di re Giorgio V e della regina Mary, coronati e con gli abiti regali da cerimonia, rivolti verso sinistra e attorniati da una ghirlanda di rose. Il retro riporta in indiano la scritta "Delhi 1911" in un disco centrale, e attorno si trova l'iscrizione "Il Durbar di Giorgio V, imperatore d'India, padrone delle Terre Britanniche".
Il nastro era blu con una due strisce rosse centrali.